# 福島県道389号相馬港線

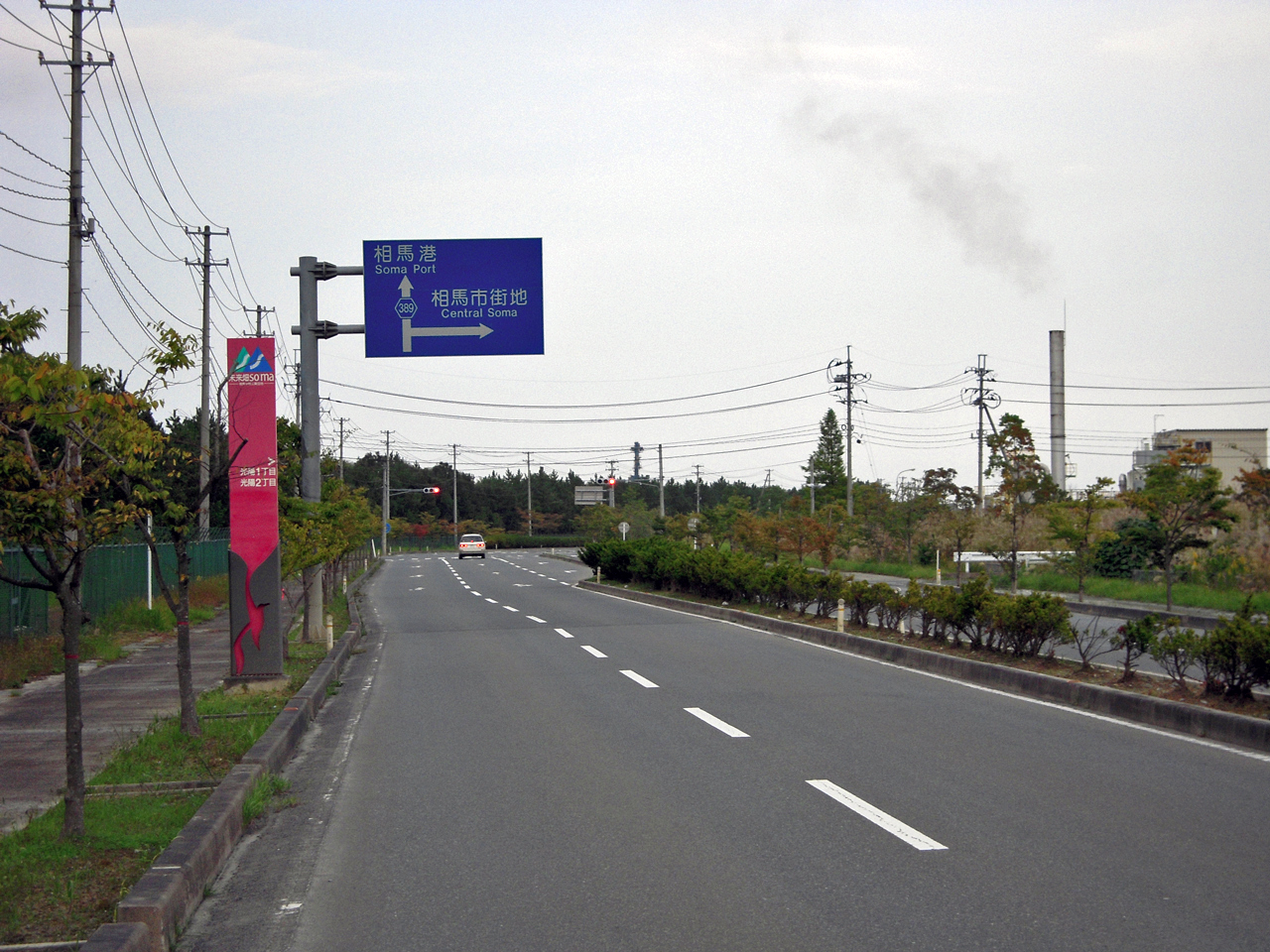
新地町今泉付近（2008年10月）

福島県道389号相馬港線（ふくしまけんどう389ごう そうまこうせん）は、福島県相馬市から相馬郡新地町に至る一般県道である。

## 概要

### 路線データ
- 起点：相馬市光陽
- 終点：相馬郡新地町駒ケ嶺
- 総延長：1.101km[1]
  - 実延長：総延長に同じ
- 路線認定年月日：1996年3月31日[2]

国道6号と重要港湾相馬港へのアクセスを担う港県道である。前線片側2車線で整備されており、沿線には相馬中核工業団地が広がる。終点からさらに直進すると相馬港2号埠頭の港湾道路に至る。

## 地理

### 通過する自治体
- 福島県
相馬市 - 相馬郡新地町

### 交差する主な道路
- 国道6号相馬バイパス・国道113号（相馬市光陽3丁目 光陽北交差点 起点）
- 福島県道・宮城県道38号相馬亘理線（相馬郡新地町駒ケ嶺字権現壇 新地町交差点 終点）

### 沿線
- 相馬中核工業団地
- 相馬港